# Podchwytliwe pytanie
Podchwytliwe pytanie, także złożone pytanie, pytanie z przypuszczeniem, pytanie tendencyjne (łac. plurium interrogationum, ang. loaded question, trick question, fr. question piège) – jeden z sofizmatów (błędów logicznych), popełniany przy zadawaniu pytania, które zakłada (przypuszcza) coś, co nie zostało udowodnione lub zaakceptowane.
Przykład takiego pytania to: „Czy nadal bijesz swoją żonę?” Odpowiedź „tak” sugeruje, że odpowiadający nadal bije żonę, natomiast odpowiedź „nie”, że już nie bije, ale bił ją wcześniej.